# Tomaž Venišnik
Tomaž Venišnik, slovenski častnik, * 1969.
Stotnik Venišnik je poveljnik učne skupine in inštruktor na ŠČ.

## Vojaška kariera
- poveljnik učne skupine in inštruktor, Šola za častnike SV (2002)

## Odlikovanja Slovenske vojske
- bronasta medalja Slovenske vojske (11. maj 2000)
- medalja v službi miru (9. november 2000)